# Stefanie Stekkebeen
Stefanie Stekkebeen is het 200ste stripverhaal van Jommeke. De reeks wordt getekend door striptekenaar Jef Nys.

## Verhaal
Tijdens een rondvlucht van Flip, die op zoek is naar Jommeke, komt hij toevallig langs een kasteeltje. In dat kasteeltje hoort hij hulpgeroep: de bewoonster van het kasteel heeft een gebroken been door een beeld dat omgevallen is. Flip haalt meteen hulp bij Jommeke en Filiberke. Wanneer Jommeke en Filiberke het vrouwtje helpen, vinden ze in het omgevallen beeld een testament. Daar staat Jamaica als vindplaats. Later vertrekken ze met de vliegende bol richting Jamaica. Via de Miekes is echter Anatool ook alles te weten gekomen over het testament. Anatool ziet weer zijn kans om rijk te worden en gaat Jommeke achterna. Intussen is Jommeke samen met zijn vrienden al op Jamaica aangekomen. Ze vinden al rap een aanwijzing. Ook Anatool is, via de boot van Jan Haring, aangekomen op Jamaica. Enige tijd later vinden ze op het graf van Evrardus Stekkebeen een borstbeeld met daarin weer een nieuwe aanwijzing. Uiteindelijk vinden Jommeke en zijn vrienden een kist. Plots tracht Anatool hen de kist te ontfutselen maar Jan Haring zorgt al rap dat ze de kist terug in hun bezit hebben. Tot slot als ze terug thuis zijn met de kist, waar een schat in zat, schenkt Stefanie Stekkebeen Jommeke en zijn vrienden een deel ervan.

## Achtergronden bij het verhaal
Later komt Stefanie Stekkebeen ook voor in album 208 en 238.